# Kiedyś to były Święta
Kiedyś to były Święta – album projektu Czesław Mozil i Grajkowie Przyszłości, w którym dzieci ze szkół muzycznych z całej Polski akompaniują artyście i innym profesjonalnym muzykom. Do każdego utworu nagrano wideoklip. Został wydany 4 grudnia 2018 przez Spivart. Nominacja do Fryderyka 2020 w kategorii «Album Roku Muzyka Dziecięca i Młodzieżowa».

## Lista utworów
1. Kalendarz Adwentowy (feat. Quebonafide)
2. Kiedyś to były Święta
3. Drugie zabicie karpia
4. Święta według nas (feat. Zuza Jabłońska)
5. Świąteczna premiera
6. Inna zabawa
7. Mikołaj za pasem
8. I am prezent
9. Każdy ma swoje święta (feat. Julia Ciechowicz i Matheo)
10. Kaloryfer, który gra
11. Sztuczna choinka
12. Jasełka
13. Wesoły świąd
14. Bałwany
15. A dzieci spać
16. Świąteczne przebieranki
17. Skarpetki pod choinkę
18. Reni ferie
19. Nie ma czasu
20. Łańcuchy jak kluchy
21. Podróby choinkowe
22. Ucieczka do Egiptu
23. Pastorałka 2018
24. Kolęda (feat. Malwina Jachowicz)